# Ribeira Brava, Madeira
Ribeira Brava là một huyện thuộc Vùng tự trị Madeira, Bồ Đào Nha. Huyện này có diện tích 65 km², dân số thời điểm năm 2001 là 12494 người.